# Двінгельдервельд (національний парк)
Національний парк Двінгельдервельд — національний парк Нідерландів у провінції Дренте, заснований у 1991 році. Парк охоплює близько 37 км2 (14 миля2) і в основному перебуває в керуванні Державної лісової служби (Staatsbosbeheer) і найважливішою голландською приватною природоохоронною організацією Natuurmonumenten. Це найбільша волога пустишня Західної Європи. Двінгельдервельд також визначено як зона Natura 2000.

## Археологія та історія
Двінгельдервельд використовувався ранніми жителями для релігійних цілей і сільського господарства. Кельтські поля та могильні кургани все ще чітко розпізнаються на полі. Пізніше ця територія використовувалася як транспортний шлях із Німеччини до Нідерландів, деякі старі стежки все ще можна знайти в національному парку. Тим не менш, територія ніколи інтенсивно не використовувалася людиною. У 1930-х роках були плани рекультивації, але природоохоронні організації викупили частину території, щоб зберегти її. Інші частини використовувалися в лісовому господарстві.

## Пейзаж
Найхарактернішою рисою парку є великі вересові угіддя. Структура рельєфу досить різноманітна з відносно високими піщаними пагорбами та вологими нижні частинами, включаючи багато боліт. Деякі з них є руїнами пінго з останнього льодовика.
Раніше верес використовувався як частина сільськогосподарської системи. Наразі це вже не так, тож потрібно знайти нові способи зберегти верес у його нинішньому стані та запобігти росту дерев. Вівці все ще використовуються — в парку є кошара, але також використовують корів для випасу, а також розроблені спеціальні машини для догляду за вереском. У парку існує один із найбільших голландських заростей ялівцю.

## Рослинність і тваринний світ
У парку досить поширені чотири «вересові види»: Calluna vulgaris, Erica tetralix Empetrum nigrum і Andromeda polifolia. Є також Rosera intermedia, Eriophorum vaginatum, Gentiana pneumonanthe і кілька видів орхідей. У районі Двінгельдервельд трапляються три види змій і кілька рідкісних метеликів.

## Відпочинок
На території національного парку є візит-центр. Крім того, тут багато кемпінгів, готелів і ресторанів. Також є астрономічний центр «Планетрон», доступний для туристів.